# 연천군·포천군·가평군·양평군
연천군·포천군·가평군·양평군은 대한민국의 옛 국회의원 선거구이다. 당시 경기도 연천군, 포천군, 가평군, 양평군 지역을 관할했다.

## 역사
제9대 국회의원 선거를 앞두고 포천군·가평군·연천군 선거구에 양평군 지역이 편입되면서 신설되었다.
제11대 국회의원 선거를 앞두고 양평군이 남양주군과 함께 남양주군·양평군 선거구를 이루게 되었으며 나머지 지역들이 연천군·포천군·가평군 선거구를 이루게 됨에 따라 폐지되었다.

## 역대 국회의원
| 선거   | 정당 | 정당       | 1위 의원 | 정당 | 정당   | 2위 의원 |
| ------ | ---- | ---------- | -------- | ---- | ------ | -------- |
| 1973년 |      | 민주공화당 | 김용채   |      | 신민당 | 천명기   |
| 1978년 |      | 민주공화당 | 오치성   |      | 신민당 | 천명기   |

## 역대 선거 결과

### 대한민국 제9대 국회의원 선거
| 대한민국 제9대 국회의원 선거경기도 연천군·포천군·가평군·양평군 |        |            |        |        |      |      |  |
|                                                                |        |            |        |        |      |      |  |
| 후보                                                           | 후보   | 정당       | 득표   | 득표율 | 당락 | 비고 |  |
|                                                                | 김용채 | 민주공화당 | 무투표 | 무투표 | 당선 |      |  |
|                                                                | 천명기 | 신민당     | 무투표 | 무투표 | 당선 |      |  |
| 합계                                                           | 합계   | 합계       | 0표    |        |      |      |  |

### 대한민국 제10대 국회의원 선거
|  | 70.72% |

|  | 24.61% |

|  | 4.65% |